# Stenopterus atricornis
Stenopterus atricornis är en skalbaggsart som beskrevs av Maurice Pic 1891. Stenopterus atricornis ingår i släktet Stenopterus och familjen långhorningar. Inga underarter finns listade i Catalogue of Life.